# إعداد (كرة طائرة)
كرة الطائرة تعتمد على ثلاثة أشياء أساسية:الاستقبال- الإعداد- الضرب ويُقصد بمهارة الإعداد عملية تمرير الكرة للأعلى وإلى مكان مناسب بعد استقبالها من إرسال المنافس أو من ضربة ساحقة أو تمريرة، وغالباً ما يكون من اللمسة الثانية.
ويعد الإعداد (التمرير) من المهارات الأساسية والمهمة في لعبة الكرة الطائرة، إذ إن الإعداد يغير مسار اللعب من الدفاع إلى الهجوم، ويتوقف نجاح الفريق على قدرة اللاعبين في السيطرة بتوجيه الكرة بالطريقة الصحيحة حيث أن اللاعب الذي يقوم بهذه المهمة ويسمى معد من أهم اللاعبين المؤثرين في اللعبة.
وتوجد أنواع عدة لمهارة الإعداد بالكرة الطائرة وهي:
- الإعداد من فوق الرأس للأمام
- الإعداد من فوق الرأس للخلف.
- الإعداد من السقوط.
- الإعداد من القفز.
ويُعد الإعداد من فوق الرأس للإمام من أكثر أنواع الإعداد (التمريرات) استخداماً، وذلك لسهولة أدائه ولكافة الفئات العمرية، ويعد الأساس للتمريرات الأخرى، إذ تتوقف أداء أغلب أنواع الإعداد (التمريرات) في الكرة الطائرة على إتقان أداء هذا النوع من التمريرات. وتوجد عدة مراحل فنية للأداء :
1- المرحلة التمهيدية
2- المرحلة الأساسية
3-المرحلة النهائية